# 國際城市集團
國際城市集團有限公司，簡稱國際城市集團和國際城市（英語：International City Holdings Limited），在1980年11月18日，由長江實業和會德豐以「步捷投資」名義在香港合組聯營公司，1981年4月22日正名為國際城市集團。
前主席為李嘉誠。當時股份在1980年於港交所上市，而當時集資額為30億港元。當時開發在香港房地產業務，其中一項資產為位於北角的城市花園，当时李嘉诚便与王光英达成协议，将部分卖不出的城市花园单位售予中国光大集团，因此股價急漲。
除城市花園外，國際城市集團亦曾於1982年與南海紗廠合作，重建後者最後一部分廠房為麗城花園第一期。
在1984年，在中英聯合聲明簽署後，股市開始轉旺，同年10月，由於和母公司業務重疊，國際城市以每股1.1港元私有化，在股東大會通過後撤銷上市。但在同年，證券事務監察執行處（1989年改由香港證監會處理）進行調查，其後被內幕交易審裁處（2007年改由市場失當行為審裁處處理）進行「有關國際城市集團內幕交易案」聆訊，當時裁定母公司、前長江實業附屬公司Starpeace Limited、李嘉誠、麥理思和周年茂（為當時長江實業獨立非執行董事）及其他各方涉及國際城市集團若干證券的內幕交易。但在1986年，內幕交易審裁處宣佈，由於所有證供不成立，決定所有公司、董事和相關人士不起訴。雖然光大集團和王光英並無參與，但由於內部問題而召回北京調查和下台。